# Хоххут, Рольф
Рольф Хоххут (нем. Rolf Hochhuth; 1 апреля 1931[…], Эшвеге, Гессен — 13 мая 2020, Берлин) — немецкий драматург, публицист и политический активист. Наиболее известен по своей пьесе «Наместник» 1963 года, в которой Папа Пий XII обвиняется в равнодушии к истреблению Гитлером евреев. Считается одним из основоположников документального и политического театра.
Главными его пьесами считаются: «Наместник» (1963), «Солдаты» (1967), «Герилья» (1970), «Повитухи» (1972), «Лисистрата и НАТО» (1974), «Смерть охотника» (1977), «Юристы», «Врачи» (обе 1980), «Весси в Веймаре» (1993), «Ночь Эффи» (1998). Три его пьесы, «Наместник», «Врачи» и «Юристы», были поставлены на сценах московских театров между 1982 и 1984 годами.

## Биография
Родился в Эшвеге и происходил из протестантской гессенской семьи среднего класса. Его отец был владельцем обувной фабрики, которая во время Великой депрессии обанкротилась. Во время Второй мировой войны был членом Юнгфолька, подразделения Гитлерюгенда. В 1948 году прошёл обучение на продавца книг. С 1950 по 1955 год работал в книжных магазинах Марбурга, Касселя и Мюнхена. В то же время, в качестве вольнослушателя, посещал университетские лекции. Вскоре начал писать первые литературные произведения. С 1955 по 1963 год был редактором крупного западногерманского издательства.

## Творчество
В произведениях Хоххута главной проблемой является моральная ответственность личности, наделённой властью и авторитетом. В драме «Наместник» автор разоблачил бездействие Ватикана и лично папы Пия XII в отношении злодеяний фашизма в годы Второй мировой войны. В пьесе «Солдаты» 1967 года, которая повествует о событиях Второй мировой и намекает на вину Уинстона Черчилля за гибель генерала Владислава Сикорского в авиакатастрофе, одновременно поднята тема протеста против агрессии США во Вьетнаме. Тема борьбы с инакомыслием в государственном аппарате США как единственном пути отстаивания демократических идеалов поднята в драме «Герилья» 1970 года. В пьесе «Лисистрата и НАТО», увидевшей свет в 1974 году, в комедийной форме поднята острая на тот момент политическая тема противостояния части греческого народа строительству в стране военных баз НАТО. В одноимённой драме 1987 года автор повествует о британском математике и криптографе Алане Тьюринге, чью жизнь сломало уголовное преследование за гомосексуальность. В пьесе «McKinsey на подходе», поставленной в 2004 году поднимаются проблемы безработицы, права на труд и социальной справедливости.

## Экранизации
- 1984 — Женщины-врачи / Ärztinnen — фильм ГДР режиссёра Хорста Земана, экранизация одноимённой пьесы.
- 2002 — Аминь / Amen. — фильм режиссёра Коста-Гавраса по мотивам пьесы «Наместник».